# Stretto di Diana
Lo stretto di Diana (in russo пролив Дианы) è un braccio di mare nell'oceano Pacifico settentrionale che separa l'isola di Ketoj da Simušir nella catena delle isole Curili. Si trova nell'oblast' di Sachalin, in Russia, e separa il Kuril'skij rajon dal Severo-Kuril'skij rajon.
Lo stretto mette in comunicazione il mare di Ochotsk con il Pacifico. È largo circa 20 km e lungo 15 km. La profondità supera i 500 m. A sud dello stretto, nella parte settentrionale di Simušir, si apre la baia di Broughton (бухта Броутона). 
Lo stretto fu nominato nel 1811 da Vasilij Michajlovič Golovnin in onore dello sloop Diana, sul quale aveva condotto un'indagine sulle isole Curili.